# Craig Forth
Craig Forth är en tidigare collegebasketspelare, som spelade för laget Syracuse Orange i East Greenbush, New York, som spelade i serien "Syracuse's 2003 NCAA National Championship team".